# Rambluzin-et-Benoite-Vaux
Rambluzin-et-Benoite-Vaux ist eine französische Gemeinde mit 86 Einwohnern (Stand: 1. Januar 2022) im Département Meuse in der Region Grand Est (vor 2016: Lothringen). Sie gehört zum Arrondissement Verdun und zum Kanton Dieue-sur-Meuse. 

## Geographie
Rambluzin-et-Benoite-Vaux liegt etwa 19 Kilometer südsüdwestlich von Verdun. Umgeben wird Rambluzin-et-Benoite-Vaux mit den Nachbargemeinden Souilly im Nordwesten und Norden, Récourt-le-Creux im Nordosten und Osten, Tilly-sur-Meuse im Osten, Thillombois im Südosten, Courouvre im Süden, Neuville-en-Verdunois im Süden und Südwesten, Les Trois-Domaines im Südwesten und Westen sowie Heippes im Westen und Nordwesten.

## Bevölkerungsentwicklung
| Jahr                       | 1962 | 1968 | 1975 | 1982 | 1990 | 1999 | 2006 | 2011 | 2019 |
| Einwohner                  | 208  | 166  | 130  | 106  | 98   | 99   | 97   | 89   | 107  |
| Quellen: Cassini und INSEE |      |      |      |      |      |      |      |      |      |

## Sehenswürdigkeiten
- Kirche Notre-Dame-des-Familles in Benoite-Vaux, 1994 erbaut
- Kirche Saint-Simplice in Rambluzin, 1899 erbaut
- Kirche Notre-Dame (auch: L’Annonciation de la Sainte Vierge) in Benoite-Vaux, Pilgerkirche zum Brunnenheiligtum, seit 1983 Monument historique
- Wegekreuz

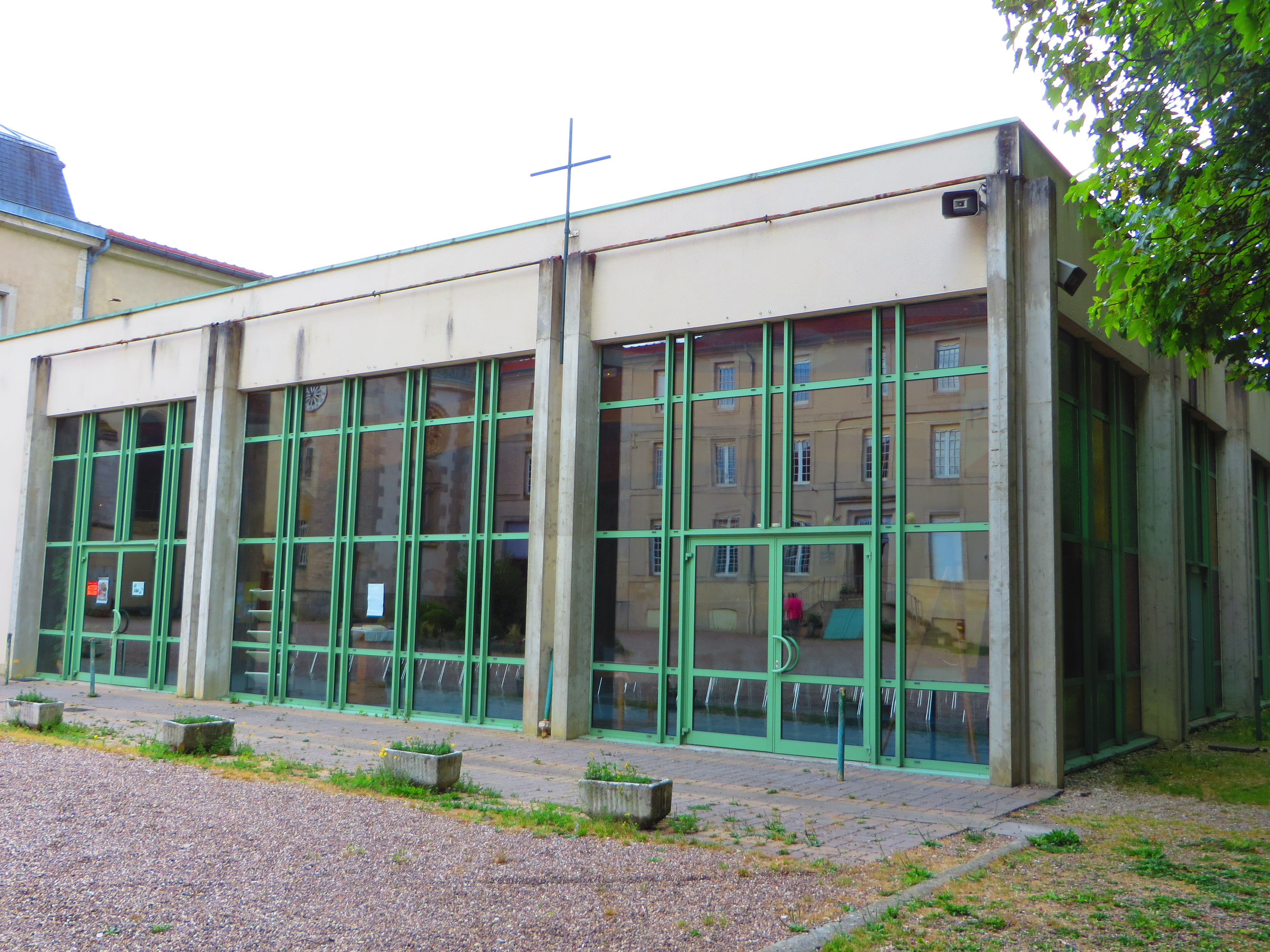
Kirche Notre-Dame-des-Familles
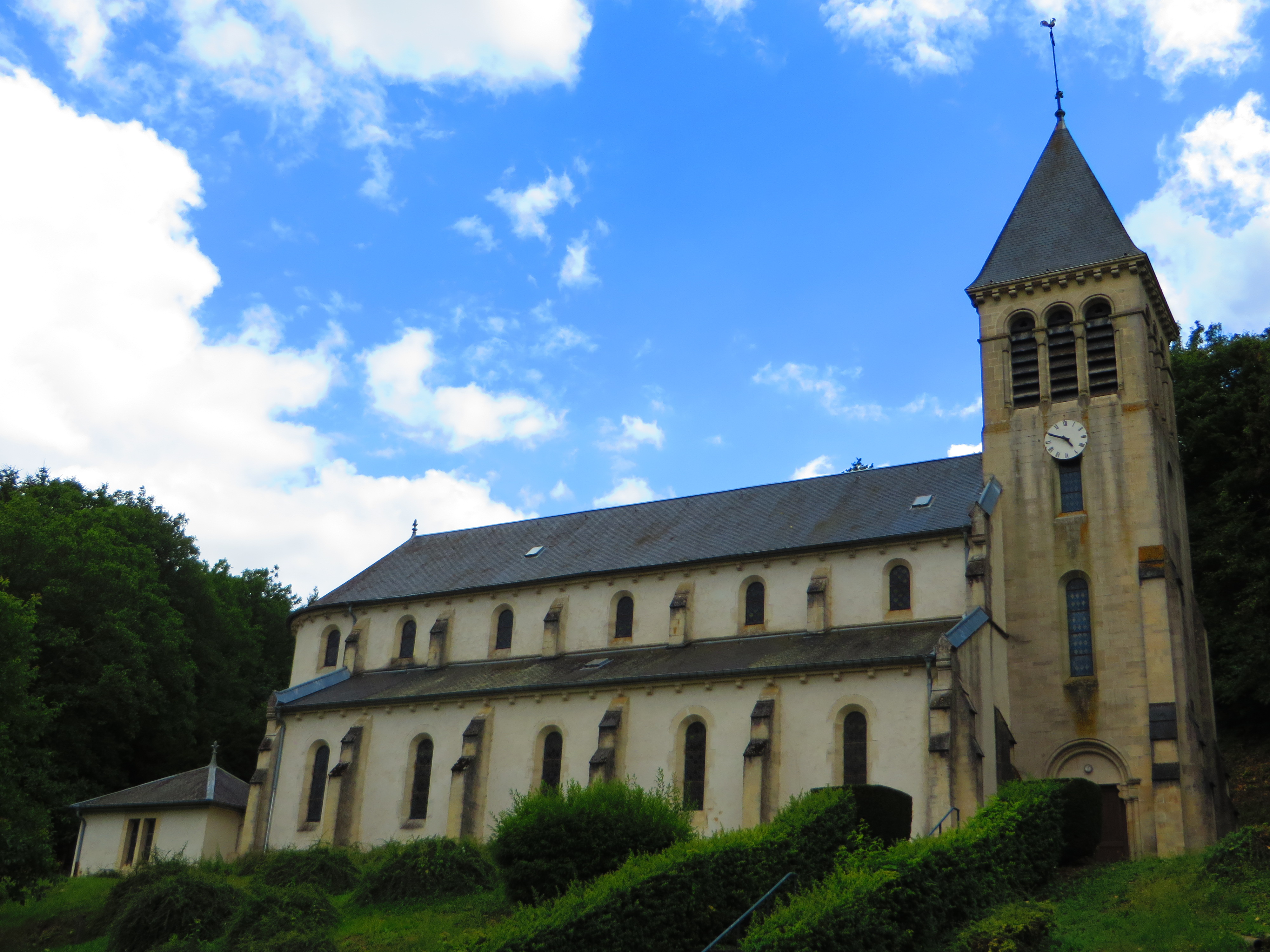
Kirche Saint-Simplice
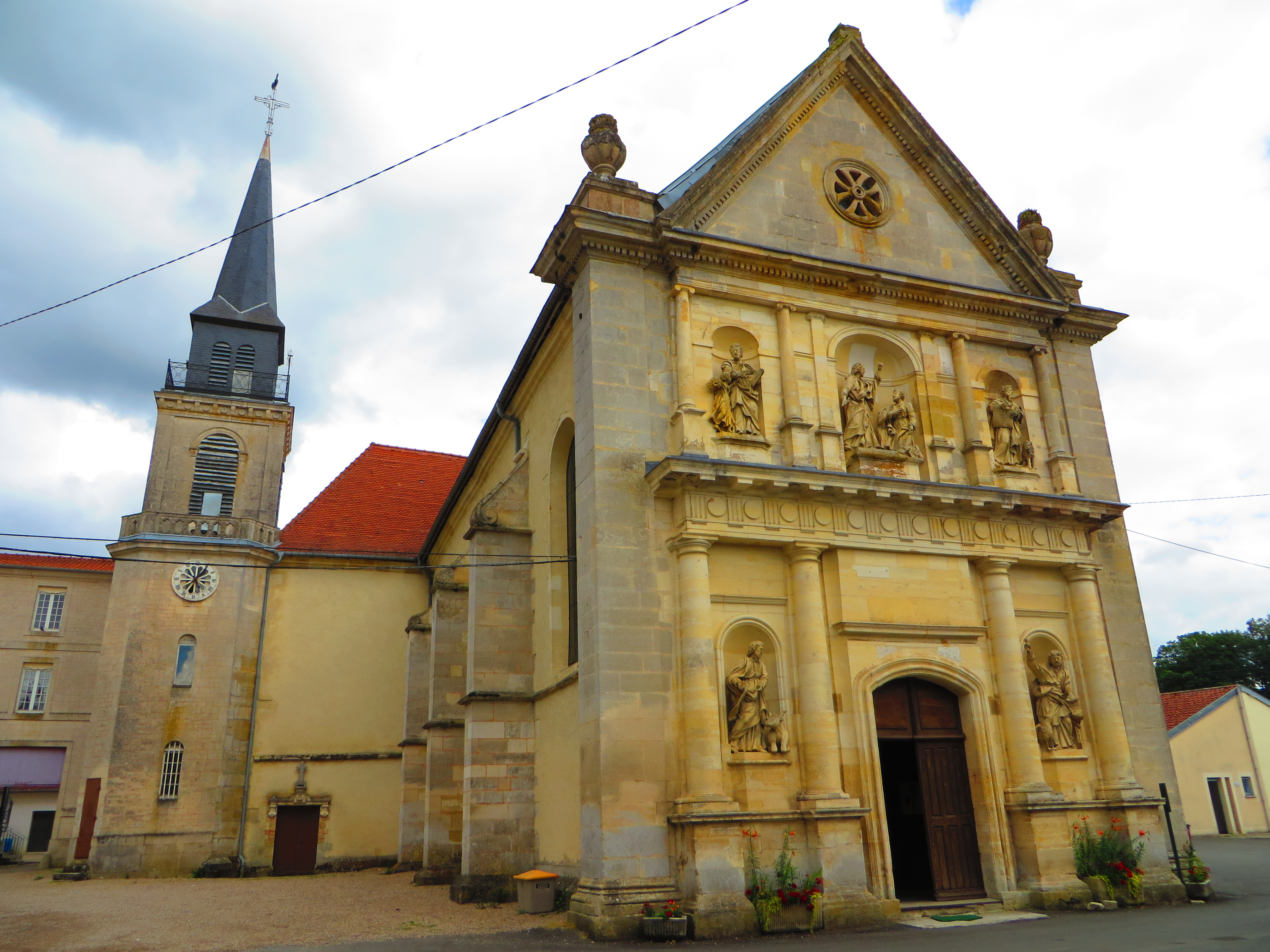
Kirche Notre-Dame
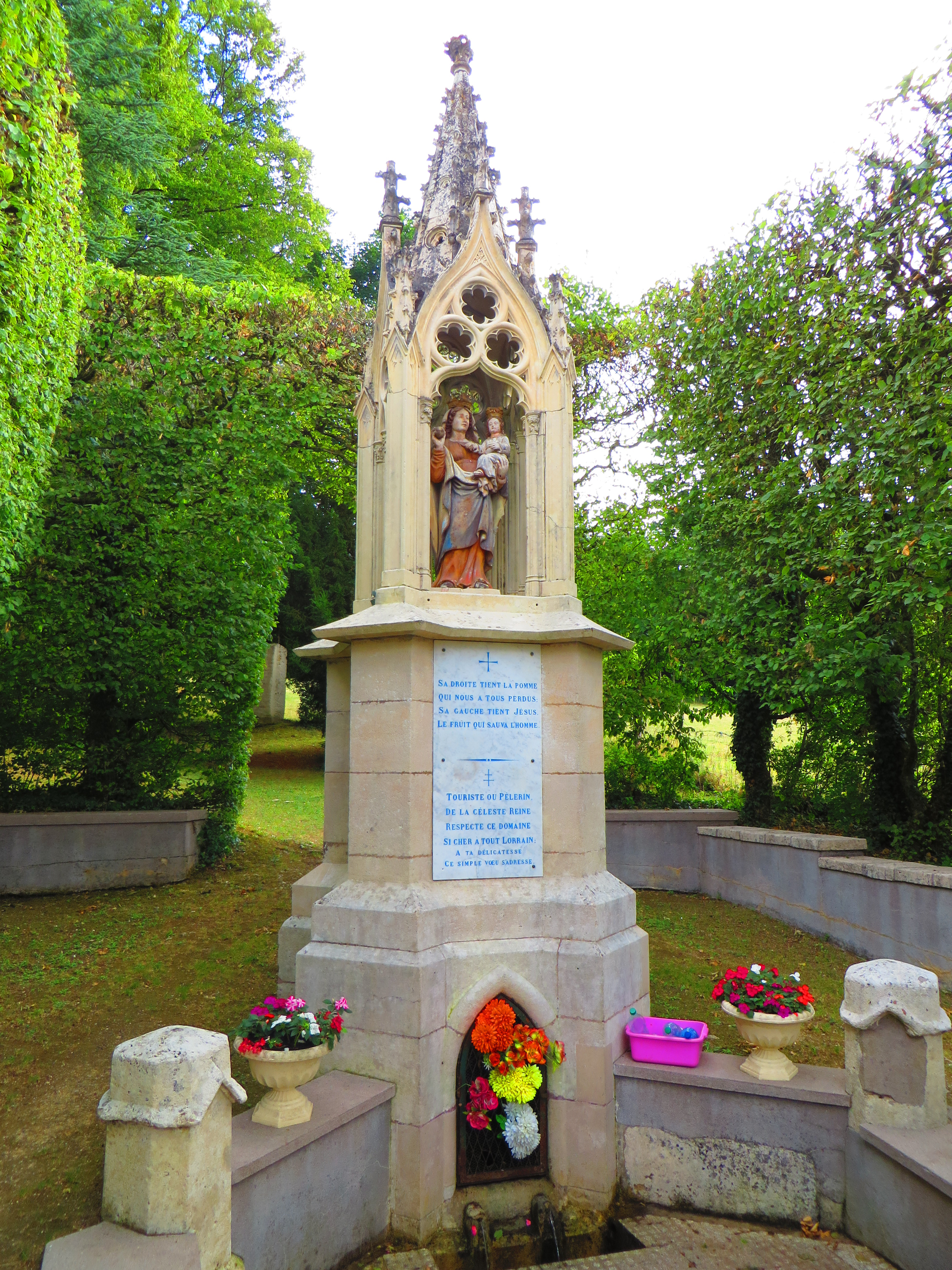
Brunnenheiligtum